# Occidental (film)
Pour les articles homonymes, voir Occidental.
Pour plus de détails, voir Fiche technique et Distribution.
Occidental est un film français réalisé par Neil Beloufa, sorti en 2017.

## Synopsis
Antonio et Giorgio, un couple improbable à l'étrange accent italien, entrent à l’Hôtel Occidental pour y réserver la suite nuptiale. Alors que dans les rues la révolte gronde, leur arrivée va transformer l’atmosphère paisible de l’établissement en théâtre d’une suspicion généralisée. Amants ou voleurs, les deux hommes dissimulent-ils leur identité ou sont-ils victimes des préjugés et des peurs qui traversent notre société?

## Fiche technique
- Titre : Occidental
- Réalisation : Neïl Beloufa
- Scénario : Neïl Beloufa
- Photographie : Guillaume Le Grontec
- Montage : Ermanno Corrado
- Costumes : Mariette Niquet-Rioux
- Décors : Florian Fournier et Sarah Philouze
- Musique : Gregoire Bourdeil
- Producteur : Hugo Jeuffrault, Pierre Malachin et Chrystele Nicot
- Production : Bad Manners
- Distribution : Vendredi Distribution
- Pays d’origine :  France
- Genre : comédie dramatique, thriller
- Durée : 73 minutes
- Dates de sortie :
  -  France : 
    - 23 janvier 2017 (Angers)
    - 28 mars 2018 (en salles)

  -  Canada : 9 septembre 2017

## Distribution
- Idir Chender : Antonio
- Anna Ivacheff : Diana
- Paul Hamy : Giorgio
- Louise Orry-Diquéro : Romy
- Hamza Meziani : Khaled
- Brahim Tekfa : Karim
- Samuel Exley : Fred